# Pondok Cabe Air Base
Pondok Cabe Air Base är en flygplats i Indonesien.   Den ligger i provinsen Jawa Barat, i den västra delen av landet, 16 km sydväst om huvudstaden Jakarta. Pondok Cabe Air Base ligger 60 meter över havet. Arean är 170 kvadratkilometer.
Terrängen runt Pondok Cabe Air Base är platt, och sluttar norrut.Runt Pondok Cabe Air Base är det mycket tätbefolkat, med 8 969 invånare per kvadratkilometer. Närmaste större samhälle är Jakarta, 16,2 km nordost om Pondok Cabe Air Base. Runt Pondok Cabe Air Base är det i huvudsak tätbebyggt.